# Birlinghoven
Birlinghoven ist ein Stadtbezirk der Stadt Sankt Augustin im nordrhein-westfälischen Rhein-Sieg-Kreis mit 2049 Einwohnern (mit Nebenwohnsitzen, Stand Januar 2013). Ortsvorsteher des Bezirks ist seit 2023 Hansjörg Kuhl.

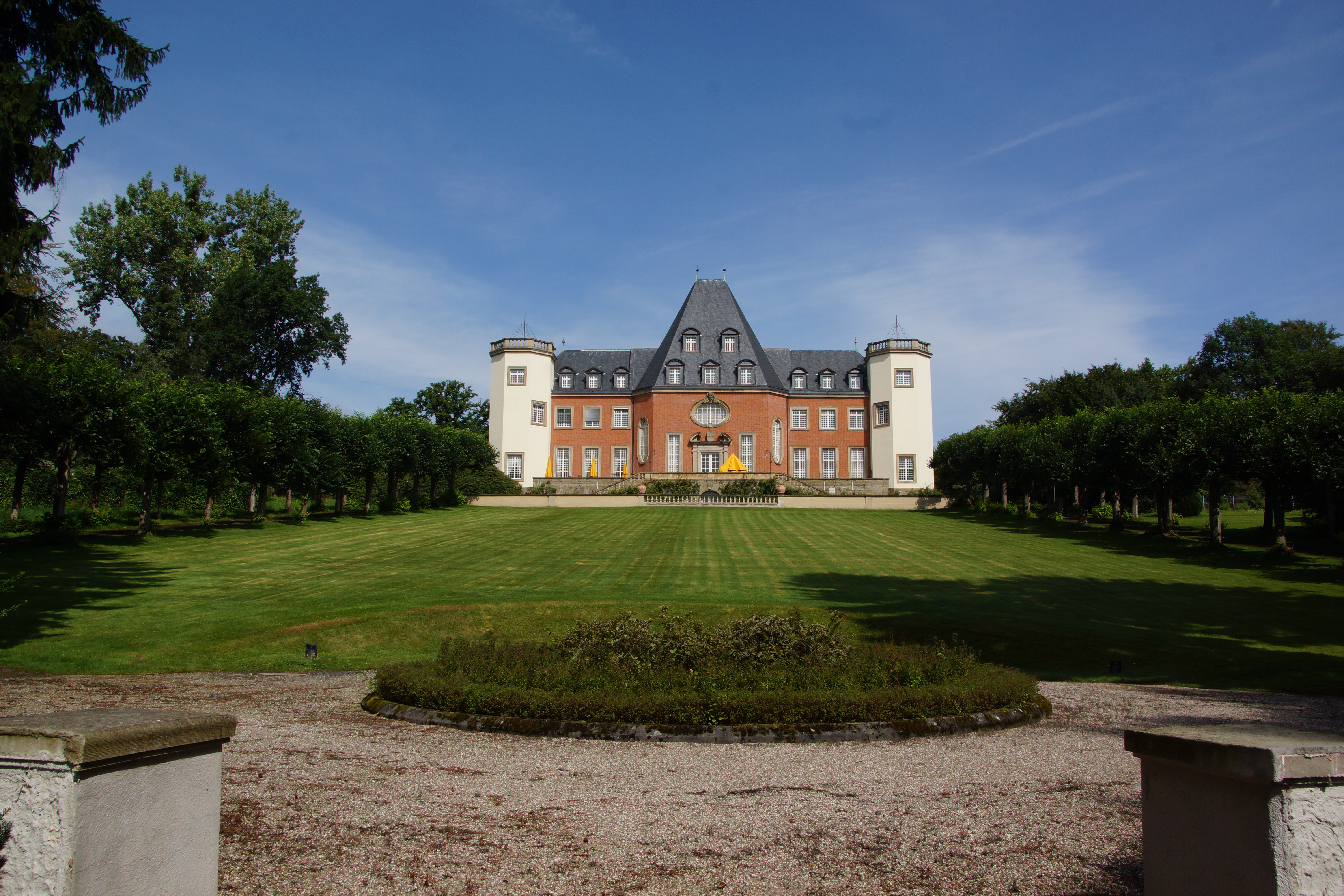
Schloss Birlinghoven

## Geographie
Birlinghoven liegt im Südosten des Stadtgebietes von Sankt Augustin, etwa 4 km vom Zentrum der Stadt entfernt. Naturräumlich lässt es sich dem nach Süden hin ansteigenden Pleiser Hügelland zuordnen. Nach Nordosten fällt die Ortschaft zum Tal des Pleisbachs ab, dem unterhalb von ihr der Birlinghoven durchquerende Lauterbach zufließt. Die zusammenhängende Bebauung des Stadtbezirks umfasst Höhenlagen von 75 bis 110 m ü. NHN.
Die Bundesautobahn 3 verläuft gebündelt mit der Schnellfahrstrecke Köln–Rhein/Main östlich des Ortes. Zu den nächstgelegenen Ortschaften gehören in einem Kilometer Entfernung Schmerbroich (Stadt Sankt Augustin) im Norden, Dambroich (Stadt Hennef) auf der anderen Seite der Autobahn im Osten sowie das knapp 500 m entfernte Rauschendorf (Stadt Königswinter) im Süden. Das gesamte westlich des Ortes liegende Gebiet wird vom Birlinghovener Wald eingenommen, der kontinuierlich ansteigend bis zur Stadtgrenze von Bonn (Stadtbezirk Beuel) reicht.

## Geschichte
Auf der Fläche des heutigen Birlinghovens fanden schon in der älteren Steinzeit Wanderungsbewegungen statt, worauf archäologische Funde im Bereich Birlinghovens hinweisen. Vermutlich sind auch die Neandertaler mit dem Gebiet zumindest in Berührung gekommen. Beim Bau eines Wasserreservoirs auf dem Gelände des Schlosses Birlinghoven zu Beginn des 20. Jahrhunderts fand man ein Grab von ca. 500 v. Chr., das gut erhaltenen Bronze- und Bernsteinschmuck enthielt. Normalerweise wurden um diese Zeit die Toten verbrannt und die Überreste in einer Urne vergraben, während man die vermutlich weibliche Birlinghovener Leiche offensichtlich unversehrt bestattete. Die Grabbeigaben sind heute im Rheinischen Landesmuseum in Bonn ausgestellt.
Die Anwesenheit der Kelten im Siegtal wird durch Namen wie Sigena (Sieg) oder Pleyse (Pleisbach) und Ortsnamen mit den Endungen lar und mar belegt, wie sie heute noch existieren. Daher könnte auch Birlinghoven von den Kelten bewohnt gewesen sein. Erst nach der Verdrängung der Kelten durch den germanischen Stamm der Franken erfolgte eine echte Besiedelung des Siegtals. So entstand im 7./8. Jahrhundert bei der sogenannten „sächsischen Landnahme“ auch Birlinghoven. Die in der Umgebung verbreitete Wortendung hoven bedeutet „Hof“ und geht zurück auf „(Pferde-)huf“. Es kennzeichnete die Größe eines Hofes mit einem Ackergebiet für ein Pferd (40–60 Morgen). Auch in Birlinghoven gab es einen solchen Hof, um den sich nach und nach mehrere Bauern niederließen. Hier war es der Hof der Berteling.
Der mittlerweile zur Ortschaft angewachsene Hof ist 1117 als „Bertelinghoven“ erstmals urkundlich belegt. Der Name kann mit „als bei den Höfen des Bertelo“ übersetzt werden. Erzbischof Friedrich I. übergab damals der Abtei Siegburg die Lehen in Weldenesberg, Rauschendorf und Bertelinghoven. Von nun an bildeten diese Orte einen zusammengehörenden Komplex mit Birlinghoven als Mittelpunkt. Seit dem Ende des 14. Jahrhunderts war die Burg Birlinghoven im Besitz der Familie Merode zu Rode. Sie kam durch Heirat an mehrere andere Familien. Im Jahre 1858 war sie Rittergut und bestand aus der Burg, einer Mühle, einer Fischerei und der Jagd. Den Zehnt in Birlinghoven erhob im Jahre 1408 der Propst von St. Cassius in Bonn. Ab dem Jahre 1555 bildete Birlinghoven eine Honschaft des Kirchspiels Stieldorf im bergischen Amt Blankenberg. Das Kloster Merten hatte dort einen Hof. Haupterwerbszweig der Einwohner Birlinghovens war die Flachszucht und die Leinenweberei. Die Burg Birlinghoven wurde vermutlich bei der französischen Besetzung Anfang des 19. Jahrhunderts fast vollständig zerstört.
Von 1806 bis 1813 gehörte Birlinghoven zum Kanton Hennef im Großherzogtum Berg und bildete eine der 31 Gemeinden im Kanton.

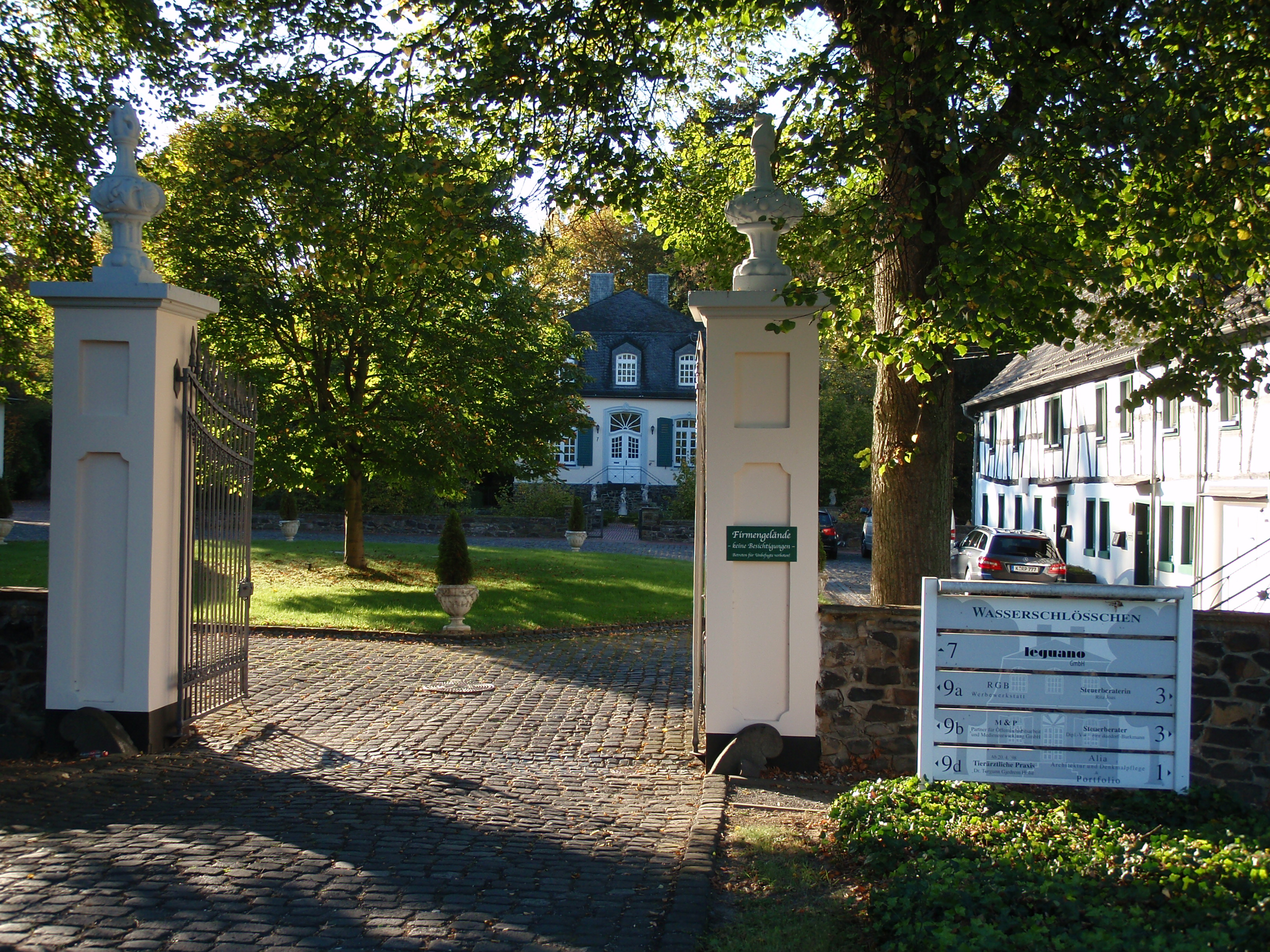
Eingang zum Wasserschlösschen

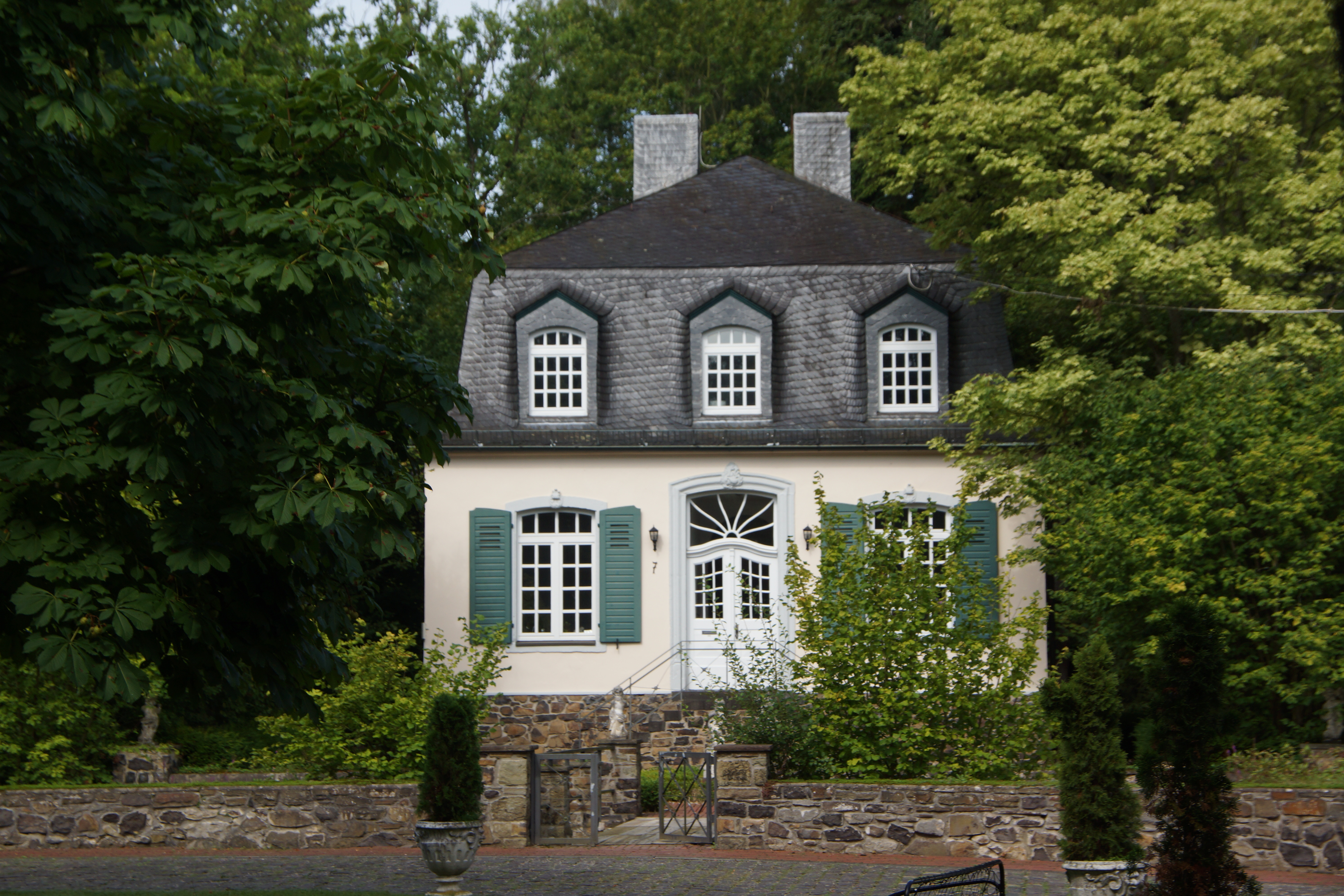
Wasserschlösschen

Seit Einführung der preußischen Verwaltung 1815/1816 gehörte Birlinghoven zur Gemeinde Stieldorf in der Bürgermeisterei Oberpleis. Die Kapelle St. Mariä Himmelfahrt wurde 1874 geweiht. Am 1. Mai 1890 wurde der Teilabschnitt Niederpleis–Oberpleis der Bröltalbahn in Betrieb genommen, an der Birlinghoven einen Haltepunkt erhielt. Der über die Bahnstrecke abgewickelte Handel mit Getreide, Kohle, Baustoffen etc. wurde überwiegend von den Bürgern Birlinghovens für die gesamte Gemeinde getätigt. Die neue Bahnanbindung löste um die Jahrhundertwende eine rege Bautätigkeit aus; allmählich entwickelte sich Birlinghoven durch seine zentrale Lage zum größten Ort der Gemeinde Stieldorf. An der Stelle der Burg Birlinghoven ließ der Kölner Kaufmann Theodor Damian Rautenstrauch 1903–1905 das Wasserschlösschen als „Kavaliershaus“ errichten. Das 1901 bis 1903 entstandene Schloss Birlinghoven geht ebenfalls auf Rautenstrauch zurück.
Nach 1945 erfuhr der Ort eine umfangreiche und nachhaltige Wandlung: War er vorher eher ländlich geprägt, nahm er an der auch durch die Wahl Bonns zur Bundeshauptstadt ausgelösten Urbanisierung teil. Bei der Kommunalreform in Nordrhein-Westfalen wurde die Gemeinde Stieldorf im Zuge des Bonn-Gesetzes am 1. August 1969 aufgelöst. Birlinghoven ging an die neu gegründete Gemeinde Sankt Augustin. Als Alternative war auch eine Eingemeindung nach Königswinter in Betracht gezogen worden, wogegen sich der Großteil der Bewohner Birlinghovens allerdings wehrte.

## Sehenswürdigkeiten

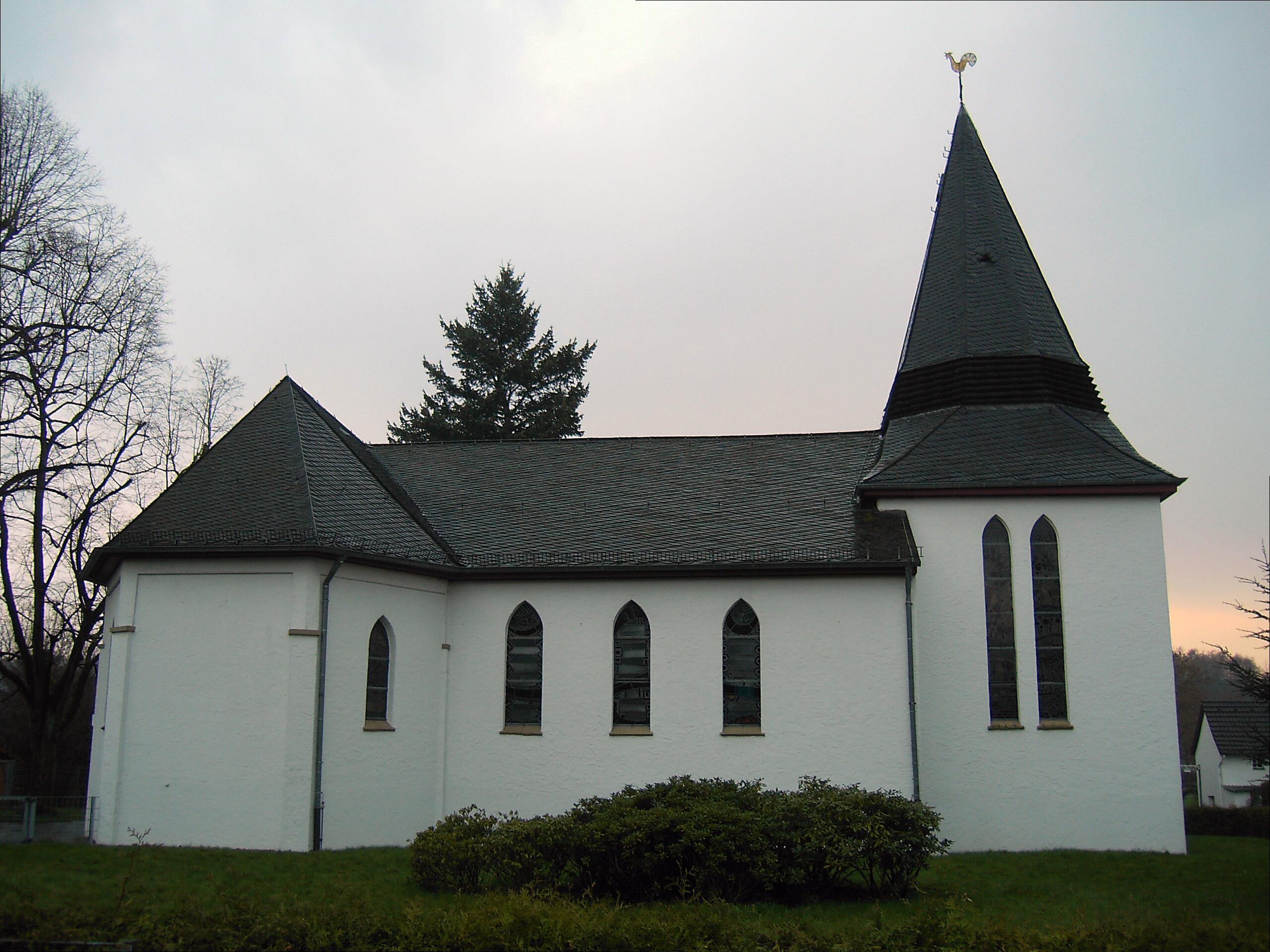
Rückseite der Filialkirche St. Mariä Himmelfahrt

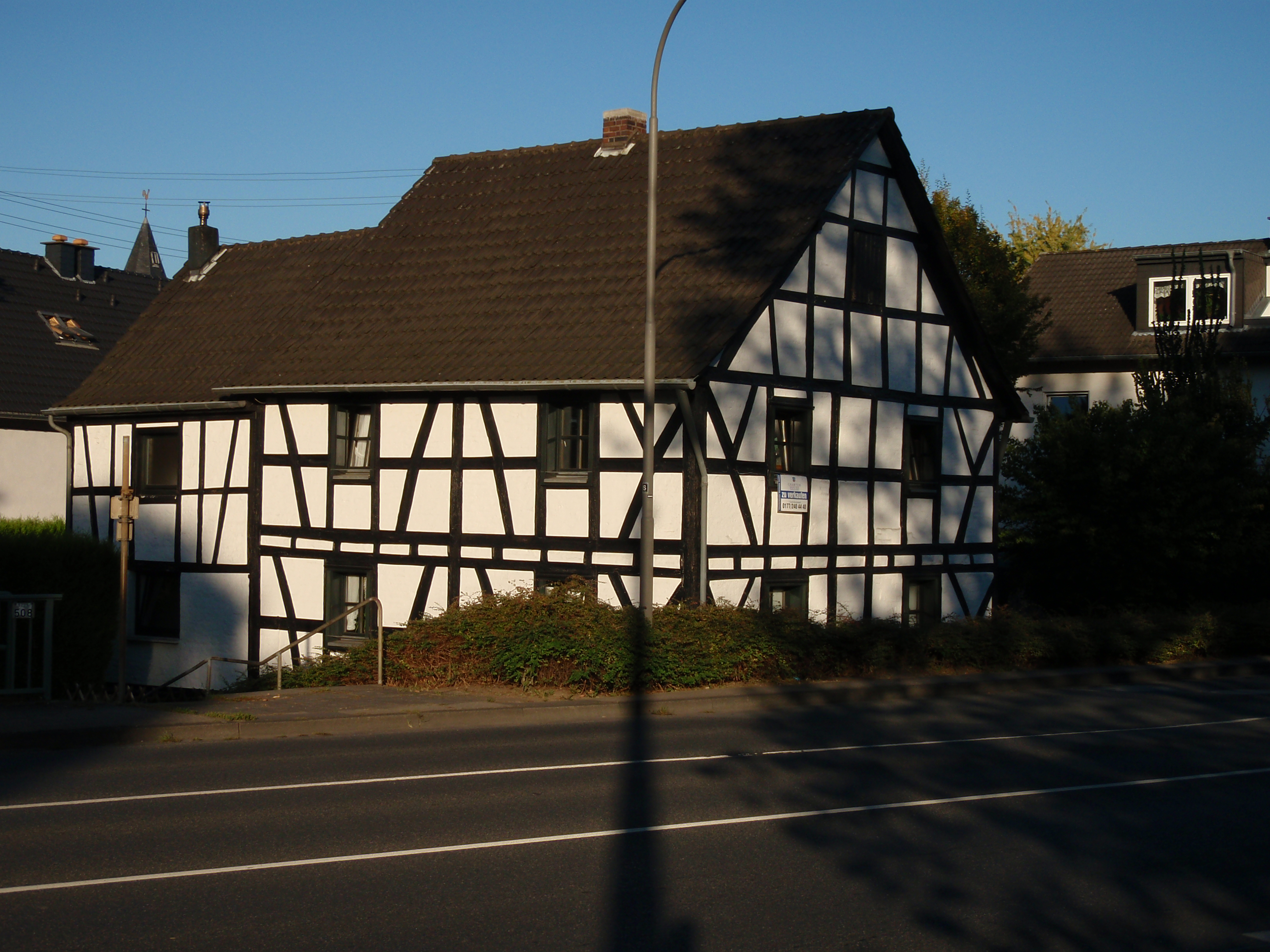
Fachwerkhaus An der Kirche 11

Inmitten des Birlinghovener Waldes liegt das 1900–1902 erbaute Schloss Birlinghoven, heute genutzt als Standort mehrerer Forschungsinstitute der Fraunhofer-Gesellschaft. Am westlichen Ortsausgang befindet sich das 1903–1905 erbaute Wasserschloss mit Weiher und einer weitläufigen Gartenanlage. Es steht unter Denkmalschutz – ebenso wie Teile des Ortskerns, der zahlreiche gut erhaltene und restaurierte Fachwerkhäuser aufweist, und die 1871–74 erbaute und 1932 erweiterte Filialkirche St. Mariä Himmelfahrt.

## Wirtschaft und Infrastruktur
Ein wichtiges Unternehmen am Ort ist die Hennecke GmbH, ein 1946 gegründeter Hersteller von Polyurethan-Maschinen, der von 1975 bis 2007 zur Bayer AG gehörte. Seit dem 1. Januar 2008 war die Adcuram Group Eigentümer, aktuell (Juli 2021) befindet sich Hennecke im Besitz seines Managements und des Fonds Capvis Equity IV.
Die im Schloss Birlinghoven ansässigen Fraunhofer-Institute und mehrere Kleinbetriebe tragen dazu bei, dass Birlinghoven annähernd so viele Arbeitsplätze wie Einwohner hat.
Zu den öffentlichen Einrichtungen gehören ein Sportplatz und ein Kindergarten.

### Verkehr

#### Straßenverkehr
Verkehrsmäßig ist Birlinghoven über die im Ort an der L 143 endende L 490 (Bonn-Oberkassel–Stieldorf–Birlinghoven) und die L 143 (Aegidienberg–Oberpleis–Sankt Augustin−Troisdorf) an das übergeordnete Straßennetz angeschlossen.

#### ÖPNV
Durch Birlinghoven verlaufen vier regulär verkehrende Buslinien. Der Stadtbezirk verfügt über fünf Bushaltestellen. Außerdem wird Birlinghoven durch Schulbusse angefahren, da der Stadtbezirk selber über keine Grundschule verfügt und die Kinder somit z. B. nach Niederpleis fahren müssen.
| Linie | Verlauf | Takt (Mo–Fr) | Betreiber |
| ----- | --- | ------------ | --------- |
| 512   | Ittenbach – Thomasberg – Heisterbacherrott – Grengelsbitze – Oelinghoven – Stieldorf – Rauschendorf – Birlinghoven – Schmerbroich – Niederpleis – Mülldorf – Siegburg/Bonn | 60 min       | RSVG      |
| 513   | Oberpleis – Uthweiler – Dambroich – Birlinghoven – Schmerbroich – Niederpleis – Mülldorf – Siegburg/Bonn                                                                   | 60 min       | RSVG      |
| 516   | Vilich-Müldorf – Pützchen – Bechlinghoven – Pützchen – Holzlar – Hoholz – Birlinghoven – Dambroich – Rott – Söven – Geistingen – Hennef (Sieg)                             | 30 / 60 min  | RSVG      |
| 535   | Oberpleis – Uthweiler – Dambroich – Birlinghoven – Schmerbroich – Niederpleis – Sankt Augustin Zentrum                                                                     | 60 min       | RSVG      |
| 599   | Birlinghoven – Schmerbroich – Niederpleis – Sankt Augustin Grundschule Pleiser Wald                                                                                        | Schulverkehr | RSVG      |

## Sonstiges
- Jährlich findet in Birlinghoven das „Brunnenfest“ am letzten Sonntag vor den Sommerferien statt. Das Brunnenfest wird vom Männerchor 1872 Birlinghoven e. V. organisiert. Am letzten Sonntag der Sommerferien findet dann das „Kinder- und Familienfest“ statt, das vom Bürgerverein Birlinghoven e. V. organisiert wird.

## Persönlichkeiten
- Franz Joseph Scheven (1766–1837), preußischer Landrat des Siegkreises und Besitzer des Rittergutes Birlinghoven
- Wilhelm Schrattenholz (1815–1898), Lehrer, Dichter, Schriftsteller und Komponist; geboren in Birlinghoven
- Ingrid Matthäus-Maier (* 1945), ehemalige Politikerin und Bankmanagerin, wohnt in Birlinghoven[8]